# Chiesa di Nostra Signora di Guadalupe a Monte Mario

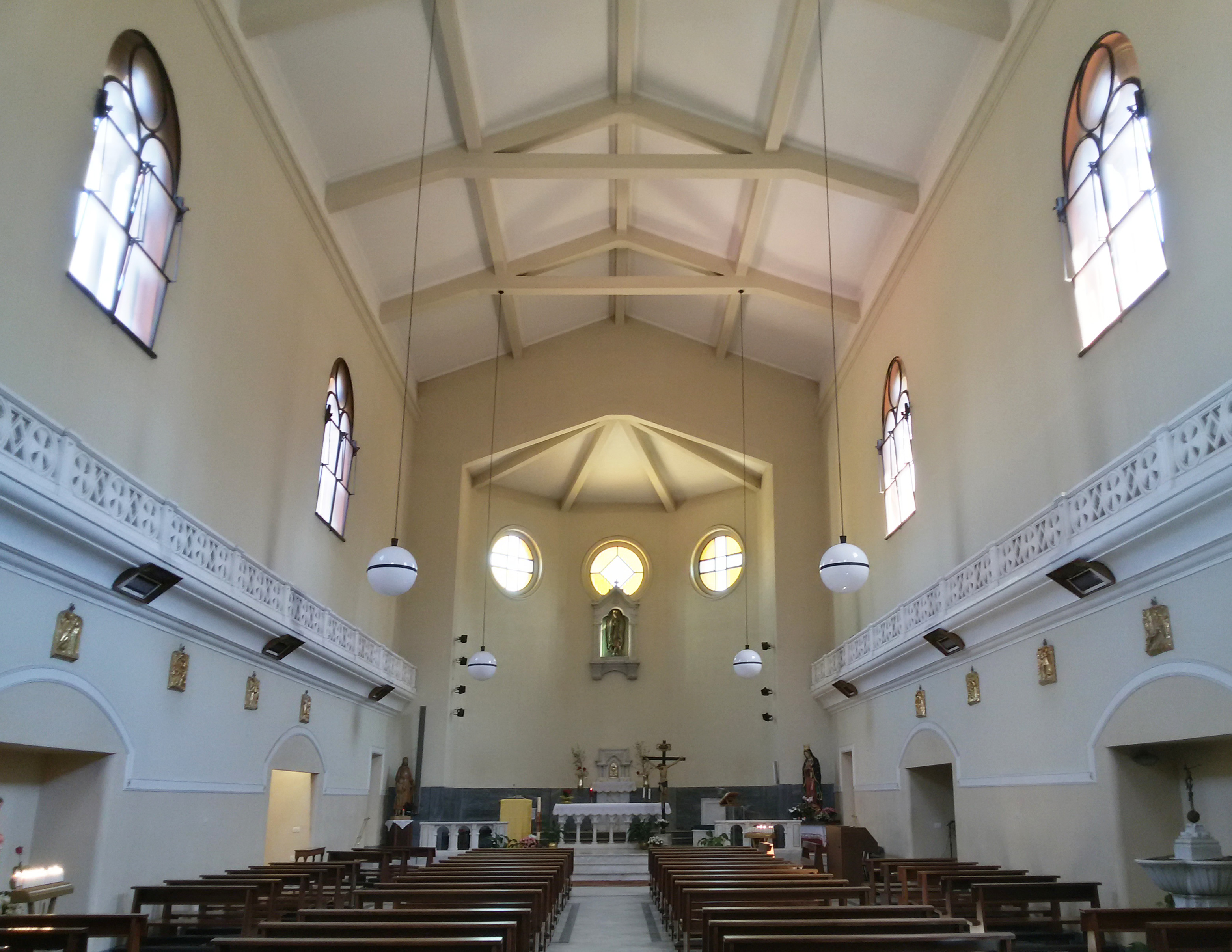
Interno

La chiesa di Nostra Signora di Guadalupe a Monte Mario è un luogo di culto cattolico di Roma, nel suburbio Della Vittoria, in piazza Nostra Signora di Guadalupe.

## Storia
La chiesa fu costruita tra il 1928 ed il 1932 dalle Figlie di Maria Immacolata di Guadalupe e dedicata alla Madonna di Guadalupe, patrona del Messico, annessa al loro convento; questo sorgeva in un'area residenziale destinata dopo la prima guerra mondiale ai dipendenti delle poste e delle comunicazioni chiamata Le Case Nuove e che, secondo il progetto originario, sarebbe dovuta essere una città giardino composta da 300 villini (dei quali furono ne realizzati soltanto 50 circa). Il complesso religioso venne poi venduto alla diocesi di Roma, che vi eresse una parrocchia: essa fu istituita il 22 giugno 1936 con il decreto del cardinale vicario Francesco Marchetti Selvaggiani Dominici gregis. Il 29 aprile 1969 venne istituito da papa Paolo VI il titolo cardinalizio di "Nostra Signora di Guadalupe a Monte Mario", che insiste sulla chiesa. Nel corso degli anni 2000 l'edificio è stato oggetto di un intervento di restauro, nel corso del quale è stato realizzato il ballatoio interno e sono stati aperti i rosoni dell'abside.

## Descrizione
Esternamente, la struttura della chiesa presenta semplici decorazioni in un sobrio stile neoromanico ed è caratterizzata dal colore arancione dell'intonaco che riveste le pareti e dal bianco degli elementi decorativi. La facciata è a capanna, con nella parte inferiore tre arcate cieche della quale la maggiore corrispondente all'unico portale; quest'ultimo è sormontato da un protiro poco sporgente sorretto da due colonne, e da una lunetta musiva raffigurante la dedicataria della chiesa; nella parte superiore del prospetto, al centro, vi è un rosone.
L'interno della chiesa è costituito da un'ampia aula a navata unica coperta con soffitto a capriate in cemento armato, illuminato da grandi bifore che si aprono lungo le pareti laterali; l'ambiente è caratterizzato dalla presenza, al di sotto delle finestre, di un ballatoio poco sporgente, con balaustra traforata analoga a quella della cantoria in controfacciata, al di sotto del quale si aprono diverse nicchie. La navata termina con l'abside poligonale, interamente occupata dal presbiterio, con l'altare neogotico in marmo, la cui mensa è sorretta da archetti trilobati poggianti su colonnine. Nella parete di fondo, al di sopra del tabernacolo, vi è un'edicola marmorea anch'essa neogotica che accoglie l'immagine della Madonna di Guadalupe, opera di un sacerdote messicano regalata nel 1880 a papa Leone XIII e poi donata nel 1929 da Pio XI alle suore messicane; in occasione della proclamazione di Nostra Signora di Guadalupe a "regina del lavoro" (voluta da papa Pio XII nel 1955), l'immagine venne incoronata dal cardinale vicario Clemente Micara con una corona realizzata dall'incisione Guido Veroi.